# Horní Maršov
Horní Maršov là một làng thuộc huyện Trutnov, vùng Královéhradecký, Cộng hòa Séc.